# 右旗二
天鷹座σ，中名右旗二,又名BD+05 4225，HD 185507、SAO 124903、HR 7474，是天鷹座的一颗恒星，视星等为5.17，位于銀經43.27，銀緯-8.07，其B1900.0坐标为赤經19h 34m 15.5s，赤緯+5° -8.07′ 11″。